# Le Grand Ouest Toulousain Agglomération

Carte d'une partie des différents groupements de communes de l’unité urbaine de Toulouse

Le Grand Ouest Toulousain Agglomération est une communauté d'agglomération française de la Haute-Garonne.

## Histoire
Communauté de communes créée le 24 décembre 1999 sous le nom de communauté de communes de la Save au Touch. Elle change de nom le 7 mars 2022 et devient communauté de communes Le Grand Ouest Toulousain.
Le 1er mai 2023 la commune Fontenilles quitte la communauté de communes de la Gascogne Toulousaine pour intégrer la communauté de communes Le Grand Ouest Toulousain.
Le 1er juin 2025 la communauté de communes change de statut et se transforme en communauté d'agglomération et devient Le Grand Ouest Toulousain Agglomération.

## Communes adhérentes
La communauté d'agglomération est composée des 8 communes suivantes :

| Nom                        | Code Insee | Gentilé            | Superficie (km2) | Population (dernière pop. légale) | Densité (hab./km2) |
| -------------------------- | ---------- | ------------------ | ---------------- | --------------------------------- | ------------------ |
| Plaisance-du-Touch (siège) | 31424      | Plaisançois        | 26,53            | 20 471 (2022)                     | 772                |
| Fontenilles                | 31188      | Fontenillois       | 20,22            | 5 869 (2022)                      | 290                |
| Lasserre-Pradère           | 31277      | Lasserro-Pradérois | 14,4             | 1 590 (2022)                      | 110                |
| Léguevin                   | 31291      | Léguevinois        | 24,45            | 9 710 (2022)                      | 397                |
| Lévignac                   | 31297      | Lévignacais        | 12,22            | 2 206 (2022)                      | 181                |
| Mérenvielle                | 31339      | Mérenviellois      | 10,45            | 480 (2022)                        | 46                 |
| Sainte-Livrade             | 31496      | Saint-Livradais    | 6,16             | 256 (2022)                        | 42                 |
| La Salvetat-Saint-Gilles   | 31526      | Salvetains         | 5,75             | 8 477 (2022)                      | 1 474              |

## Démographie
| 1968  | 1975  | 1982   | 1990   | 1999   | 2009   | 2011   | 2012   | 2013   |
| ----- | ----- | ------ | ------ | ------ | ------ | ------ | ------ | ------ |
| 6 193 | 9 828 | 12 975 | 21 189 | 29 284 | 35 327 | 35 387 | 36 239 | 37 189 |

| 2014   | 2015   | 2016   | 2018   | 2019   | 2020   | 2021                      | 2022   | - |
| ------ | ------ | ------ | ------ | ------ | ------ | ------------------------- | ------ | - |
| 37 835 | 39 112 | 39 883 | 40 998 | 41 665 | 41 897 | 48 345 (avec Fontenilles) | 49 059 | - |

## Administration

### Siège
Le siège de la communauté d'agglomération est situé à Plaisance-du-Touch, 10 Rue François Arago.

### Les élus
Le conseil communautaire de la communauté d'agglomération se compose de 47 conseillers, représentant chacune des communes membres et élus pour une durée de six ans.
Ils sont répartis comme suit :
| Nombre de conseillers | Communes                    |
| --------------------- | --------------------------- |
| 18                    | Plaisance-du-Touch          |
| 9                     | Léguevin                    |
| 8                     | La Salvetat-Saint-Gilles    |
| 6                     | Fontenilles                 |
| 2                     | Lasserre-Pradère, Lévignac  |
| 1 (+1 suppléant)      | Mérenvielle, Sainte-Livrade |

### Présidence
| Période         | Période         | Identité        | Étiquette | Qualité                                   |
| --------------- | --------------- | --------------- | --------- | ----------------------------------------- |
| 1999            | 2008            | Yves Chambenoit | PS        | Maire de Lévignac (1993-2008)             |
| 2008            | 16 juillet 2020 | Louis Escoula   | PS        | Maire de Plaisance-du-Touch (1989-2019)   |
| 16 juillet 2020 | En cours        | Philippe Guyot  |           | Maire de Plaisance-du-Touch (depuis 2019) |

## Compétences
- Développement économique
- Voirie - aménagement de l'espace public
- Politique de la ville
- Équilibre social de l'habitat
- Environnement
- Piscines
- Services à l'enfance
- Services à la population
- Restauration scolaire
- Cadastre communautaire
- Fourrière intercommunale

### Régime fiscal et budget
Le régime fiscal de la communauté d'agglomération est la fiscalité professionnelle unique (FPU).

## Agglomération toulousaine
D'autres communautés intercommunales existent dans l'Unité urbaine toulousaine mais à ce jour sans projet de fusion :
1. Toulouse Métropole : 832348 (2022)
2. Le Muretain Agglo : 129300 (2022)
3. Sicoval : 83758 (2022)
4. Communauté de communes Grand Sud Tarn-et-Garonne : 43119 (2021)
5. Communauté de communes des Hauts Tolosans : 35414 (2021)
6. Communauté de communes du Frontonnais : 28233 (2021)
7. Communauté de communes des coteaux du Girou : 22837 (2021)
8. Communauté de communes des Coteaux-Bellevue : 21009 (2021)